# Ivo van der Putten
Ivo van der Putten (ur. 26 sierpnia 1986 w Boekel) – holenderski kolarz BMX, złoty medalista mistrzostw świata.

## Kariera
Największy sukces w karierze Ivo van der Putten osiągnął w 2009 roku, kiedy zdobył złoty medal w konkurencji cruiser podczas mistrzostw świata w Adelaide. W zawodach tych wyprzedził bezpośrednio swego rodaka Sandera Bisselinga oraz Francuza Vincenta Pelluarda. Był to jedyny medal wywalczony wśród seniorów przez van der Puttena na międzynarodowej imprezie tej rangi. Jako junior zdobył brązowy medal w rej samej konkurencji na rozgrywanych pięć lat wcześniej mistrzostwach świata w Valkenswaard. Nie brał udziału w igrzyskach olimpijskich.